# Bruttoanlageinvestition
Die Bruttoanlageinvestitionen bilden in der Volkswirtschaftslehre zusammen mit den Vorratsveränderungen die Bruttoinvestitionen in der Volkswirtschaftlichen Gesamtrechnung VGR. Sie erfassen nach dem Bruttokonzept den Wert des Nettozugangs (Erwerb und selbst erstellte Anlagen abzüglich der Veräußerungen = Reinvermögensänderung) an produzierten und nicht-produzierten (Grund und Boden) Sachanlagen nicht-finanzieller Art und immateriellen Anlagegütern ohne Berücksichtigung der Wertminderungen, welche von inländischen Personen und Institutionen erworben wurden, um sie länger als ein Jahr im Produktionsprozess einzusetzen. Da ein vollständiger Nachweis der Transaktionen mit gebrauchten Anlagen zwischen den investierenden Wirtschaftsbereichen mangels statistischer Unterlagen nicht möglich ist, können die Anlageinvestitionen nach Wirtschaftsbereichen nur auf Grundlage neuer Anlagen dargestellt werden.

## Bruttoanlageinvestition

### Begriffsbestimmung
Sie teilen sich auf in Ausrüstungsinvestitionen und Bauinvestitionen sowie Sonstige Anlagen. Die Bruttoanlageinvestitionen sind gegliedert nach über 200 Ausrüstungsgütern, acht Bauarten und vier sonstigen Anlagearten bzw. 64 Wirtschaftsbereichen sowie nach institutionellen Sektoren der Volkswirtschaftlichen Gesamtrechnungen (fünf Sektoren und sieben Teilsektoren).

### Bewertung
Bei der Bewertung der in der Volkswirtschaftlichen Gesamtrechnung ausgewiesenen Anlageinvestitionen werden diese grundsätzlich zu Anschaffungspreisen, abzüglich der Kosten der Eigentumsübertragung wie Handels- und Transportspannen oder Montagekosten, ebenso wie die nichtabziehbare Umsatzsteuer bepreist. Selbsterstellte Anlagen werden hingegen zum Gesamtbetrag des Herstellungspreises  vergleichbarer Güter bewertet. und, falls solche Preise nicht zur Verfügung stehen, anhand der Produktionskosten zuzüglich eines Aufschlags (außer für Nichtmarktproduzenten) für den Nettobetriebsüberschuss oder das Selbständigeneinkommen. Der Verkauf gebrauchter Anlagegüter wird zum Verkaufspreis bewertet, der die Kosten des Eigentumsübergangs beim Verkäufer nicht umfasst.

### Ausweis
1. Ausrüstung (wie z. B. Maschinen, militärische Waffensysteme, Finanzierungs-Leasing (exklusive Operating-Leasing-Verträge), größere Wert steigernde Reparaturen),
2. Immobilien (Wohnbauten, Nichtwohnbauten, sonstige Bauten der Verkehrsinfrastruktur wie Straßen, Brücken, Tunnels, Flugplätze, Kanäle; Bauten mit fest verbundenen Einrichtungen wie Aufzüge, Heizungs-, Lüftungs- und Klimaanlagen, gärtnerische Anlagen, Umzäunungen einschließlich erhebliche Bodenverbesserungen (I. Landgewinnung, II. Waldrodung, Gesteinsbeseitigung, um den Grund und Boden erstmals für die Produktion zu nutzen, III. Trockenlegung von Marschland, IV. Bau von Wellenbrechern, Dämmen, Hochwassersperren)),
3. sonstige Anlagegüter:
  - hauptsächlich Forschung und Entwicklung,
  - einschließlich geistiges Eigentum (Software, Datenbanken, Urheberrechte an Modellen, sonstiges geistiges Eigentum) sowie
  - Nutztiere (Zucht- und Milchvieh, Wollschafe, Zugtiere; weniger als 1 ‰ der Bruttoanlageinvestitionen) und Nutzpflanzungen (Obst-, Rebanlagen, sonstige Baumbestände und Sträucher), exklusive als Vorratsveränderungen gebuchte Produktionserzeugnisse von Schlachtvieh einschließlich Geflügel und Forstbestände (unfertige Erzeugnisse),
  - Suchbohrungen nach Erdöl und Erdgas,

Zu den Bruttoanlageinvestitionen zählen Eigentumsübertragungskosten, wie
1. Bezugskosten für Transport, Installation, Montage,
2. Vermittlungskosten, wie Honorare oder Provisionen an Sachverständige, Ingenieure, Rechtsanwälte, Schätzer, Grundstücksmakler, Auktionatoren,
3. Steuern für den Eigentumsübergang,

Nicht zu den Anlageinvestitionen zählen dauerhafte Güter von geringem Wert, wie Kleinwerkzeuge für Produktionszwecke (< 500 ECU ⇾ Vorleistungen), betriebsgewöhnliche Instandhaltung und Reparatur.
Meist werden Anlageinvestitionen unterteilt in Ersatzinvestitionen, die dem Ausgleich der aus technischen (z. B. Veralterung) oder wirtschaftlichen Gründen (z. B. Abschreibung) ausgeschiedenen Produktionsanlagen im Unternehmen dienen und Erweiterungsinvestitionen, die der Vergrößerung und Verbesserung des Produktionsapparates dienen.

### Bundesstatistische Erhebung
Im Rahmen der Vermögensrechnung stellt das Statistische Bundesamt Daten zum Sachvermögen der Volkswirtschaft, insbesondere zum Anlagevermögen, Grund und Boden sowie zum Gebrauchsvermögen privater Haushalte zur Verfügung.

## Methoden der volkswirtschaftlichen (Brutto-)Anlagevermögensrechnung
In Deutschland wird als Hauptmethode der Anlagevermögens- und Abschreibungsrechnung gemäß der Empfehlung des ESVG die international gebräuchliche Kumulationsmethode (Perpetual-Inventory-Methode, PIM) angewendet, bei der davon ausgegangen wird, dass sich der heute vorhandene Kapitalbestand aus den Anlageinvestitionen der Vergangenheit zusammensetzt. Nach der in den meisten Ländern verwendeten Kumulationsmethode (perpetual inventory method) werden die Abschreibungen in jeweiligen Preisen aus Angaben über das preisbereinigte Anlagevermögen ermittelt, sofern keine direkten Angaben über das Anlagevermögen vorliegen. Um von der Bewertung zu historischen Anschaffungspreisen zu Angaben in laufenden Wiederbeschaffungspreisen zu gelangen, müssen zuerst die Zugänge zum Anlagevermögen der zurückliegenden Jahre einheitlich in den Preisen eines Basisjahres bewertet werden. Die sich dabei ergebenden Preis- und Volumenindizes können zur Berechnung der Abschreibungen preisbereinigt und in jeweiligen Preisen genutzt werden.
Die Bruttoinvestitionen von Ausrüstungsgütern werden auf zwei Arten ermittelt, die miteinander abgestimmt werden. Die Investorenrechnung wertet nach Wirtschaftszweigen gegliederte Erhebungsangaben der Endverwender aus. Die Güterstromrechnung setzt dagegen bei der inländischen Verfügbarkeit von Gütern an, die sich aus der Produktion zuzüglich der eingeführten und abzüglich der ausgeführten Güter ergibt.

### Investorenrechnung
Die Investorenrechnung stützt sich hauptsächlich auf die Ergebnisse der Investitionserhebung im Verarbeitenden Gewerbe und der Strukturerhebung in den Dienstleistungsbereichen. Im Jahr 2021 wurden letztere auf alle Dienstleistungsbereiche ausgedehnt, was zukünftig voraussichtlich Investitionsdaten für alle Wirtschaftszweige ermöglicht. Zur Ergänzung der Investitionen um die nichtabziehbare Umsatzsteuer dienen die Angaben aus der Umsatzsteuerstatistik. Die erfassten Daten werden 15 Monate nach Abschluss des jeweiligen Berichtsjahres veröffentlicht.

### Güterstromrechnung
Die Güterstromrechnung liefert Quartalsergebnisse bereits vier Monate nach Quartalsende nach Güterarten und dient hauptsächlich der Konjunkturbeobachtung. Sie basiert vor allem auf Produktionsstatistiken im Verarbeitenden Gewerbe und der Außenhandelsstatistik, um die Gesamtheit der im Inland verfügbaren Güter zu ermitteln. Die Schätzung der Ausrüstungsinvestitionen erfolgt in einer tiefen Gütergliederung, und zusätzliche Datenquellen wie die Zulassungen von Personenkraftwagen durch Unternehmen werden ebenfalls einbezogen, um die Konzepte des ESVG 2010 zu erfüllen und die Vollständigkeit der Berechnungen sicherzustellen.

## Kennzahlenanwendung
„Brutto“ bedeutet zuzüglich, der in der Jahresrechnung abgesetzten Abschreibungen (einschließlich vorhersehbarer normaler Schadensfälle). Die Bruttoanlageinvestitionen sind ein Aggregat in der Verwendungsrechnung der VGR des Bruttoinlandsprodukts.

### Bruttoanlageinvestitionen und Nettoanlageinvestitionen
Beim Nettokonzept, dem sogenannten Nettoanlageinvestitionsvermögen bewertet zu Wiederbeschaffungspreisen, werden die seit dem Investitionszeitpunkt aufgelaufenen Abschreibungen abgezogen. Das Verhältnis von Netto- zu Bruttoanlagevermögen wird als Modernitätsgrad bezeichnet. Dieses Maß drückt aus, wie viel Prozent des Vermögens noch nicht abgeschrieben sind und gibt damit Aufschluss über den Alterungsprozess des Anlagevermögens.
Durchschnittliche Nutzungsdauern und Spanne der durchschnittlichen Nutzungsdauern innerhalb der Gütergruppen nach Vermögensarten für das Investitionsjahr 2010.
| Vermögensarten                                                           | Durchschnittliche Nutzungsdauer | Spanne der durchschnittlichen Nutzungsdauern innerhalb der Gütergruppen |
| ------------------------------------------------------------------------ | ------------------------------- | ----------------------------------------------------------------------- |
| Bauten                                                                   | 66                              | 15 – 150                                                                |
| Wohnbauten                                                               | 77                              | 40 – 95                                                                 |
| Straßen                                                                  | 57                              | 35 – 116                                                                |
| Sonstige öffentliche Tiefbauten                                          | 51                              | 25 – 150                                                                |
| Öffentliche Hochbauten                                                   | 57                              | 25 – 113                                                                |
| Sonstige Nichtwohnbauten                                                 | 53                              | 15 – 113                                                                |
| Ausrüstungen (Güterverzeichnis für Produktionsstatistiken, Ausgabe 2009) | 15                              | 15 – 30                                                                 |
| Sonstige Maschinen und Geräte                                            | 15                              | 5 – 20                                                                  |
| Metallerzeugnisse                                                        | 16                              | 14 – 20                                                                 |
| Datenverarbeitungsgeräte, elektronische und optische Erzeugnisse         | 8                               | 5 – 12                                                                  |
| Elektrische Ausrüstungen                                                 | 16                              | 7 – 20                                                                  |
| Maschinen                                                                | 14                              | 8 – 20                                                                  |
| Personenkraftwagen ohne Privatleasing und Kurzzeitvermietung             | 8                               | 8 – 16                                                                  |
| Nutzfahrzeuge                                                            | 11                              | 7 – 16                                                                  |
| Schiffe                                                                  | 25                              | 20 – 25                                                                 |
| Schienenfahrzeuge                                                        | 25                              | 25                                                                      |
| Luftfahrzeuge                                                            | 20                              | 20                                                                      |
| Möbel                                                                    | 18                              | 12 – 20                                                                 |
| Reparaturen und Installationen                                           | 15                              | 9 – 25                                                                  |
| Nutzpflanzungen                                                          | –                               | –                                                                       |
| Rebanlagen                                                               | 20                              | –                                                                       |
| Hopfenanlagen                                                            | 15                              | –                                                                       |
| Spargelanlagen                                                           | 8                               | –                                                                       |
| Obstplantagen                                                            | 10                              | –                                                                       |
| Immaterielle Anlagegüter                                                 | 5                               | 5 – 30                                                                  |
| Software                                                                 | 5                               | 5 – 30                                                                  |
| Suchbohrungen nach Erdöl und Erdgas                                      | 30                              | 30                                                                      |
| Urheberrechte                                                            | 5                               | 5                                                                       |

### Bruttoinvestitionsquote
Die Investitionsquote ist der Anteil der Bruttoanlageinvestitionen an der Bruttowertschöpfung. Die Bruttoinvestitionsquote hat sich für die einzelnen Kapitalgüter in Deutschland seit dem Jahr 1991 sehr heterogen entwickelt. So hat die Bruttoinvestitionsquote in neue Bauten seit dem Jahr 1991 um etwa 20 % abgenommen, während sie für neue sonstige Anlagen etwa 50 % zugenommen hat.

### Kapitalintensität
Wie sich die beiden Produktionsfaktoren Kapital und Arbeit im Verhältnis zueinander entwickelt haben, zeigt die Kapitalintensität. Die volkswirtschaftliche Kennziffer Kapitalintensität gibt das Verhältnis zwischen Kapitalstock und Zahl der Erwerbstätigen an und misst damit den durchschnittlichen Kapitaleinsatz je Erwerbstätigen.

### Kapitalproduktivität
Die Kapitalproduktivität (englisch capital output ratio) ist in der Volkswirtschaftslehre eine volkswirtschaftliche Kennzahl, welches das Verhältnis zwischen Bruttoinlandsprodukt bzw. Bruttowertschöpfung und Kapitalstock anzeigt.

### Kapitalstock
Die Darstellung des Kapitalstocks als jahresdurchschnittliches Bruttoanlagevermögen in Preisen eines Basisjahres ist in der bisherigen Form seit der VGR-Revision 2011 nicht mehr möglich. Als Indikator für die Entwicklung des Kapitalstocks dient der Kettenindex für das preisbereinigte Bruttoanlagevermögen.

## Empirisches

Investitionsquoten in der Triade

Im Vergleich zum BIP bleiben in der Triade die Brutto- und Nettoanlageinvestitionen eher im Zeitablauf zurück vor allem in Japan und BRD. In den USA dagegen ist lediglich bei den Nettoanlageinvestitionen ein leichter Abwärtstrend der Nettoinvestitionsquote zu beobachten.